# 國見站 (高知縣)
國見站（日语：／ Kunimi eki */?）是位於日本高知縣四萬十市，隸屬於土佐黑潮鐵道（日语：土佐くろしお鉄道）的鐵路車站。車站編號為TK42。車站與國道56號並行。

## 車站結構
本站建於經開整的山坡上，所以仍被視作地面車站，但月台及候車亭部份均以鋼架架空於斜坡上。再以鋼板所搭成的樓梯連接路至路面。本站為簡易車站構造，不設置站房。位於路面車站入口旁設有一座有蓋單車停泊場及以圍板所搭建而成的簡易開放式和式洗手間。
沿樓梯步行而上至月台，旁邊為設有趟門式的候車室。

### 月台配置
建有簡易式的候車室一座，位於月台出入口旁，候車室附有上蓋、窗戶及趟門，室內設有一列七座位的獨立式候車座位，以及儲物櫃以擺放打掃用品。
月台長度只有約40米，有效長度為2輛，列車靠站時，往宿毛站方向為左邊車門打開，往中村站則右邊車門打開。
| 路線    | 方向 | 目的地         |
| ------- | ---- | -------------- |
| ■宿毛線 | 下行 | 宿毛方向       |
| ■宿毛線 | 上行 | 中村、窪川方向 |

## 歷史
- 1997年10月1日：隨宿毛線開通而開業。

## 使用狀況
本站附近主要為山地和農地，民居稀疏，原來位於車站附近的市立東中筋中學已經廢校，而市立東中筋小學雖然暫未閉校，但學生人數只有數十人，不足以支持車站使用量。近十多年的日均使用量往往不足10人，是宿毛線內使用量最低的車站。而根據國土交通省「國土數值情報」，2022年度本站與位於中村線上的佐賀公園站並列土佐黑潮鐵路使用量第二低的車站，比平均值等於0人的土佐白濱站稍高而已。
以下為1日平均上下車人次：
| 年度 | 1日平均 乘降人次 | 1日平均 乘降人次 |
| ---- | ---------------- | ---------------- |
| 2011 | 9                |                  |
| 2012 | 2                |                  |
| 2013 | 2                |                  |
| 2014 | 3                |                  |
| 2015 | 4                |                  |
| 2016 | 2                |                  |
| 2017 | 3                |                  |
| 2018 | 12               |                  |
| 2019 | 11               |                  |
| 2020 | 7                |                  |
| 2021 | 6                |                  |
| 2022 | 2                |                  |

## 相鄰車站
土佐黑潮鐵道
■宿毛線
■特急「足摺」6、7號，「四萬十」4號
通過
■普通
具同（TK41）－國見（TK42）－有岡（TK43）

## 外部連結
- 土佐黑潮鐵道國見站官方網站